# Дисперсна фаза

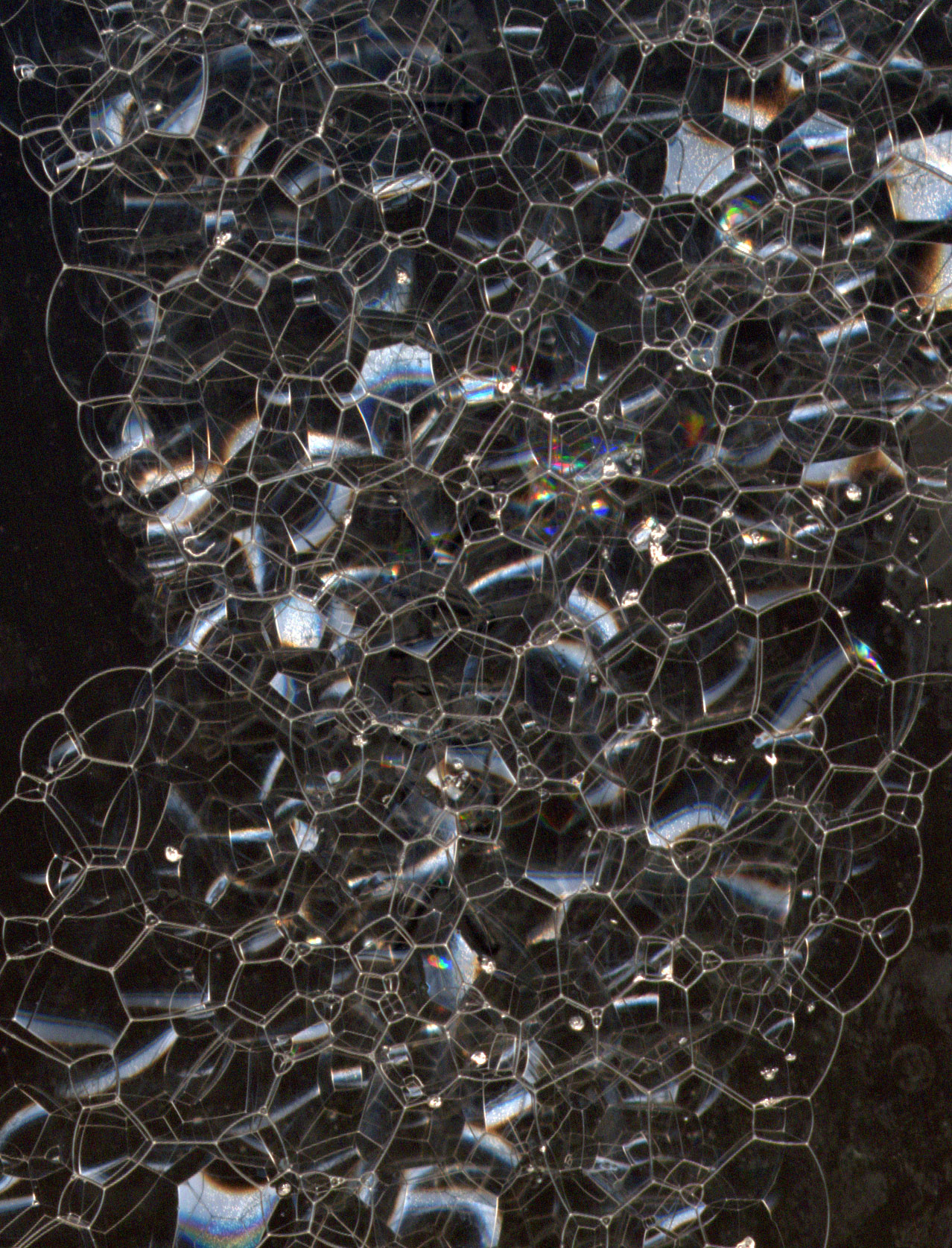
Бульбашки газу в піні.

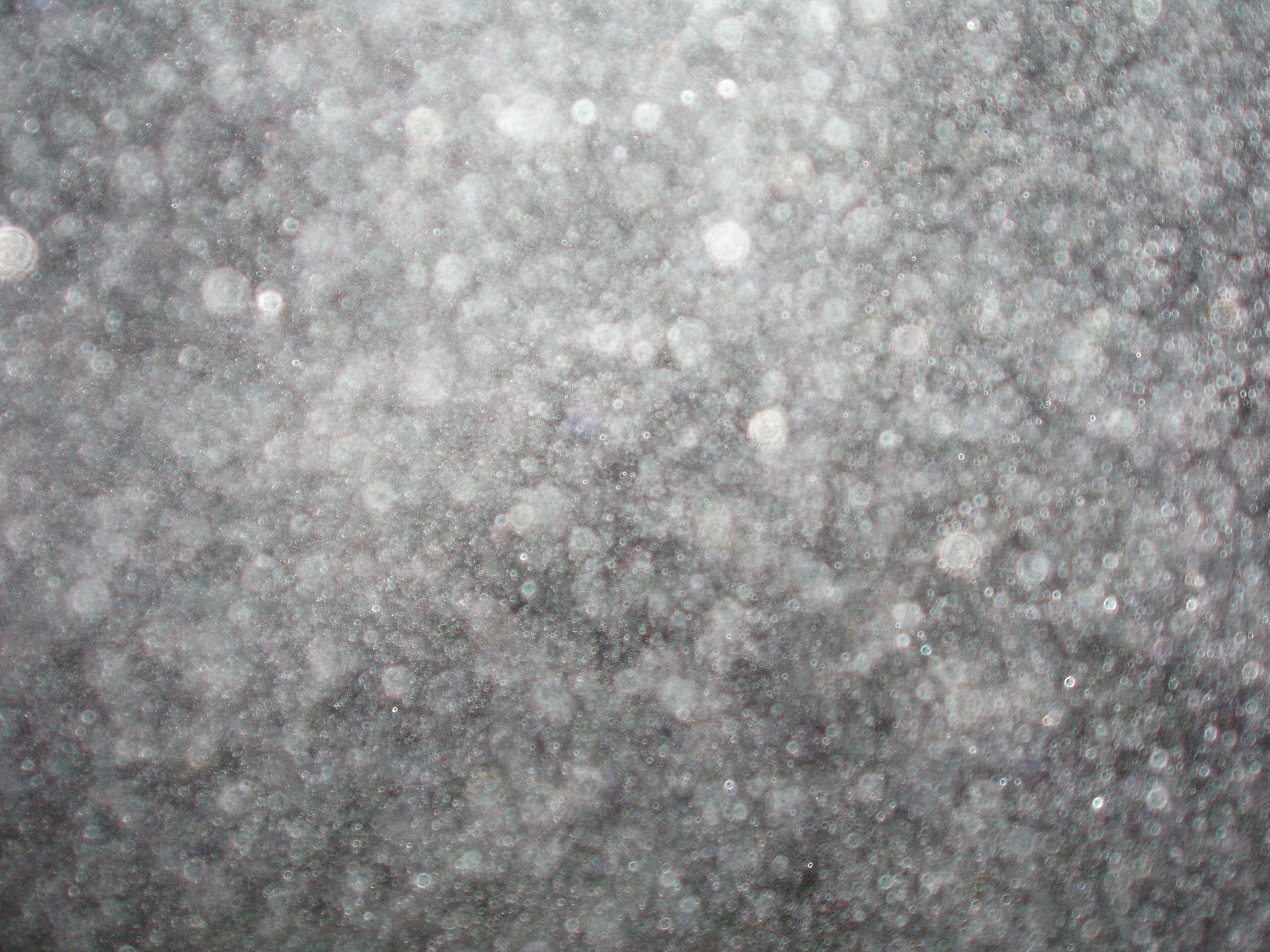
Часточки пилу як дисперсна фаза.

Дисперсна фаза (рос. дисперсная фаза; англ. dispersed phase; нім. disperse Phase f) - частина дисперсної системи. Розподілена (розосереджена) по останній. Дисперсна фаза може являти собою дрібні тверді частинки (зерна), краплі рідини або бульбашки газу. 
Дисперсні системи з частинками дисперсної фази крупнішими 10-4 см називають грубодисперсними, з частинками менших розмірів - високодисперсними або колоїдними.
Дисперсна фаза суспензій, у залежності від її фізико-хімічних і поверхневих властивостей, а також іонного складу дисперсійного середовища і гідродинамічної взаємодії частинок і середовища, зв'язує деяку кількість рідини і утворює на поверхні частинок адсорбційні, сольватні і подвійні електричні шари, які нерухомі стосовно частинок. Шар рідини, зв'язаний частинками в результаті інтегральної взаємодії фаз і гідродинамічного впливу, є прикордонним. Його товщина важко піддається розрахункам і вимірам. По деяким даним вона складає 0,5-1 мкм і зменшується при збільшенні швидкості обтікання частинок дисперсійним середовищем.